# Rhacaplacarus stenodes
Rhacaplacarus stenodes är en kvalsterart som först beskrevs av Wojciech Niedbała 2004.  Rhacaplacarus stenodes ingår i släktet Rhacaplacarus och familjen Phthiracaridae. Inga underarter finns listade i Catalogue of Life.